# باولا راميريز
باولا راميريز (23 فبراير 1987 - ) (بالإسبانية: Paola Ramírez Vargas)‏ هي رياضية ولاعبة كرة طائرة كوستاريكا في مركز وسط ‏.

## وصلات خارجية
- باولا راميريز على موقع قاعدة بيانات الكرة الطائرة الشاطئية (الإنجليزية)